# Villaescusa de Palositos
Villaescusa de Palositos és un poble deshabitat del municipi de Peralveche, a la província de Guadalajara, a la comunitat autònoma de Castella-La Manxa, situat en els camins que uneixen Escamilla, Pareja i Peralveche.